# Discografia di Tina Turner
Questa pagina contiene la discografia della cantante R&B statunitense Tina Turner.

## Album

### Album in studio
| Anno                                         | Album | Posizione più alta | Posizione più alta | Posizione più alta | Posizione più alta | Posizione più alta | Posizione più alta | Posizione più alta | Posizione più alta | Posizione più alta | Posizione più alta | Posizione più alta | Posizione più alta | Posizione più alta | Posizione più alta | Certificazioni |
| Anno                                         | Album | US                 | US R&B             | AUT                | BEL                | FRA                | GER                | ITA                | NL                 | NOR                | NZ                 | SWE                | CH                 | UK                 | AUS                | Certificazioni |
| -------------------------------------------- | --- | ------------------ | ------------------ | ------------------ | ------------------ | ------------------ | ------------------ | ------------------ | ------------------ | ------------------ | ------------------ | ------------------ | ------------------ | ------------------ | ------------------ | --- |
| 1974                                         | Tina Turns the Country On! - Data di pubblicazione: Agosto 1974 - Etichetta: United Artists | —                  | —                  | —                  | —                  | —                  | —                  | —                  | —                  | —                  | —                  | —                  | —                  | —                  | —                  | |
| 1975                                         | Acid Queen - Etichetta: EMI Music/United Artists | 115                | 39                 | —                  | —                  | —                  | —                  | —                  | —                  | —                  | —                  | —                  | —                  | —                  | —                  | |
| 1978                                         | Rough - Etichetta: Ariola/EMI Music/United Artists | —                  | —                  | —                  | —                  | —                  | —                  | —                  | —                  | —                  | —                  | —                  | —                  | —                  | —                  | |
| 1979                                         | Love Explosion - Etichetta: Ariola/EMI Music/United Artists | —                  | —                  | —                  | —                  | —                  | —                  | —                  | —                  | —                  | —                  | —                  | —                  | —                  | —                  | |
| 1984                                         | Private Dancer - Data di pubblicazione: 29 maggio 1984 - Etichetta: Capitol | 3                  | 1                  | 1                  | 34                 | —                  | 2                  | —                  | 3                  | 5                  | 2                  | 7                  | 3                  | 2                  | 7                  | - USA: 5 x Disco di platino - CAN: 7 x; Disco di platino - UK: 3 x Disco di platino                                                                   |
| 1986                                         | Break Every Rule - Data di pubblicazione: 5 settembre 1986 - Etichetta: Capitol | 4                  | 7                  | 2                  | 73                 | —                  | 1                  | 38                 | 6                  | 2                  | 4                  | 2                  | 1                  | 2                  | 11                 | - US: 3 x Disco di platino - CAN: 2 x Disco di platino - UK: Disco di platino                                                                         |
| 1989                                         | Foreign Affair - Data di pubblicazione: 13 settembre 1989 - Etichetta: Capitol | 31                 | 83                 | 1                  | 88                 | —                  | 1                  | 3                  | 9                  | 1                  | 7                  | 1                  | 1                  | 1                  | 15                 | - US: Disco d'oro - CAN: Disco di platino - UK: 5 x Disco di platino                                                                                  |
| 1996                                         | Wildest Dreams - Data di pubblicazione: 3 settembre, 1996 - US Etichetta: Virgin - UK Etichetta: Parlophone                                                                                               | 61                 | 26                 | 2                  | 3                  | 14                 | 2                  | 37                 | 4                  | 6                  | 18                 | 5                  | 1                  | 4                  | 14                 | - CAN: Disco d'oro - UK: 2 x Disco di platino |
| 1999                                         | Twenty Four Seven - US Data di pubblicazione: 28 ottobre 1999 - GER Data di pubblicazione: 28 ottobre 1999 - UK Data di pubblicazione: 1º novembre 1999 - US Etichetta: Virgin - UK Etichetta: Parlophone | 21                 | 29                 | 5                  | 9                  | 23                 | 3                  | —                  | 24                 | 5                  | —                  | 6                  | 1                  | 9                  | —                  | - US: Disco d'oro - CAN: Disco d'oro - UK: Disco di platino - FRA: Disco d'oro - GER: 3 x Disco d'oro - SWE: Disco di platino - NOR: Disco di platino |
| "—" pubblicazioni non entrate in classifica. | |                    |                    |                    |                    |                    |                    |                    |                    |                    |                    |                    |                    |                    |                    | |

### Album dal vivo
| Anno                                         | Album                                                                           | Posizione più alta | Posizione più alta | Posizione più alta | Posizione più alta | Posizione più alta | Posizione più alta | Posizione più alta | Posizione più alta | Posizione più alta | Posizione più alta | Posizione più alta | Posizione più alta | Posizione più alta | Certificazioni                       |
| Anno                                         | Album                                                                           | US                 | US R&B             | AUT                | BEL                | FRA                | GER                | ITA                | NL                 | NOR                | NZ                 | SWE                | CH                 | UK                 | Certificazioni                       |
| -------------------------------------------- | ------------------------------------------------------------------------------- | ------------------ | ------------------ | ------------------ | ------------------ | ------------------ | ------------------ | ------------------ | ------------------ | ------------------ | ------------------ | ------------------ | ------------------ | ------------------ | ------------------------------------ |
| 1988                                         | Tina Live in Europe - Data di pubblicazione: 21 marzo 1988 - Etichetta: Capitol | 86                 | —                  | 4                  | —                  | —                  | 4                  | 82                 | 6                  | 16                 | 27                 | 8                  | 3                  | 8                  | - UK: Disco d'oro - GER: Disco d'oro |
| 2009                                         | Tina Live - Data di pubblicazione: settembre 2009 - Etichetta: Parlophone/EMI   | 169                | 80                 | 8                  | 18                 | 93                 | 18                 | —                  | 3                  | —                  | —                  | 59                 | 45                 | 43                 |                                      |
| "—" pubblicazioni non entrate in classifica. |                                                                                 |                    |                    |                    |                    |                    |                    |                    |                    |                    |                    |                    |                    |                    |                                      |

### Colonne sonore
| Anno                                         | Album                                                                                             | Posizione più alta | Posizione più alta | Posizione più alta | Posizione più alta | Posizione più alta | Posizione più alta | Posizione più alta | Posizione più alta | Posizione più alta | Posizione più alta | Posizione più alta | Posizione più alta | Certificazioni                                                                      |
| Anno                                         | Album                                                                                             | US                 | US R&B             | AUT                | BEL                | GER                | ITA                | NL                 | NOR                | NZ                 | SWE                | CH                 | UK                 | Certificazioni                                                                      |
| -------------------------------------------- | ------------------------------------------------------------------------------------------------- | ------------------ | ------------------ | ------------------ | ------------------ | ------------------ | ------------------ | ------------------ | ------------------ | ------------------ | ------------------ | ------------------ | ------------------ | ----------------------------------------------------------------------------------- |
| 1993                                         | What's Love Got to Do with It - Data di pubblicazione: 8 agosto 1993 - Etichetta: EMI, Parlophone | 17                 | 8                  | 6                  | 158                | 8                  | 26                 | 12                 | 6                  | 6                  | 22                 | 5                  | 1                  | - US: Disco di platino - CAN: Disco d'oro - UK: Disco di platino - GER: Disco d'oro |
| "—" pubblicazioni non entrate in classifica. |                                                                                                   |                    |                    |                    |                    |                    |                    |                    |                    |                    |                    |                    |                    |                                                                                     |

### Compilation
| Anno                                         | Album | Posizione più alta | Posizione più alta | Posizione più alta | Posizione più alta | Posizione più alta | Posizione più alta | Posizione più alta | Posizione più alta | Posizione più alta | Posizione più alta | Posizione più alta | Posizione più alta | Posizione più alta | Certificazioni |
| Anno                                         | Album | US                 | US R&B             | AUT                | BEL                | FRA                | GER                | ITA                | NL                 | NOR                | NZ                 | SWE                | CH                 | UK                 | Certificazioni |
| -------------------------------------------- | --- | ------------------ | ------------------ | ------------------ | ------------------ | ------------------ | ------------------ | ------------------ | ------------------ | ------------------ | ------------------ | ------------------ | ------------------ | ------------------ | --- |
| 1991                                         | Simply the Best - Data di pubblicazione: Ottobre 1991 - Etichetta: Capitol                                                                                   | 113                | 99                 | 8                  | 12                 | —                  | 4                  | 16                 | 5                  | 6                  | 1                  | 5                  | 3                  | 2                  | - US: Disco di platino - CAN: Disco d'oro - UK: 8 x Disco di platino - GER: 3 x Disco d'oro - NOR: 2 x Disco di platino |
| 2004                                         | All the Best - Data di pubblicazioni: Novembre 2004 - Etichetta: EMI                                                                                         | 2                  | 12                 | 3                  | 5                  | —                  | 5                  | 36                 | 7                  | 8                  | 3                  | 14                 | 3                  | 6                  | - US: Disco di platino - CAN: Disco di platino - UK: Disco di platino - GER: Disco di platino - FRA: Disco d'oro        |
| 2008                                         | Tina! - Pubblicazione USA: 30 settembre, 2008 - Pubblicazione GER: 17 ottobre 2008 - Pubblicazione USA Platinum edition: 9 gennaio 2009 - Etichetta: Capitol | 61                 | 28                 | 13                 | 13                 | —                  | 22                 | —                  | —                  | —                  | —                  | —                  | 16                 | 14                 | |
| 2014                                         | Love Songs - Pubblicazione: 3 febbraio 2014 - Etichetta: Rhino                                                                                               | —                  | —                  | —                  | 107                | —                  | 56                 | —                  | —                  | —                  | —                  | —                  | 30                 | 30                 | |
| 2023                                         | Queen of Rock 'n' Roll - Pubblicazione: 24 novembre 2023 - Etichetta: Parlophone                                                                             | —                  | —                  | 14                 | 14                 | 62                 | 15                 | —                  | 82                 | —                  | —                  | —                  | 7                  | 16                 | |
| "—" pubblicazioni non entrate in classifica. | |                    |                    |                    |                    |                    |                    |                    |                    |                    |                    |                    |                    |                    | |

## Singoli
| Anno                                                                                  | Canzone                                  | Posizione massima | Posizione massima | Posizione massima | Posizione massima | Posizione massima | Posizione massima | Posizione massima | Posizione massima | Posizione massima | Posizione massima | Posizione massima | Posizione massima | Posizione massima | Posizione massima | Posizione massima | Posizione massima | Posizione massima | Album                                             |
| Anno                                                                                  | Canzone                                  | US                | US R&B            | US AC             | AUS               | AUT               | BEL               | CAN               | FRA               | GER               | IRL               | ITA               | NL                | NOR               | NZ                | SWE               | CH                | UK                | Album                                             |
| ------------------------------------------------------------------------------------- | ---------------------------------------- | ----------------- | ----------------- | ----------------- | ----------------- | ----------------- | ----------------- | ----------------- | ----------------- | ----------------- | ----------------- | ----------------- | ----------------- | ----------------- | ----------------- | ----------------- | ----------------- | ----------------- | ------------------------------------------------- |
| 1975                                                                                  | Baby, Get It On (con Ike Turner)         | 80                | 31                | —                 | —                 | —                 | 20                | —                 | —                 | —                 | —                 | —                 | 9                 | —                 | —                 | —                 | —                 | —                 | Acid Queen                                        |
| 1975                                                                                  | Whole Lotta Love                         | —                 | 61                | —                 | —                 | —                 | —                 | —                 | —                 | —                 | —                 | —                 | —                 | —                 | —                 | —                 | —                 | —                 | Acid Queen                                        |
| 1975                                                                                  | Acid Queen                               | —                 | —                 | —                 | —                 | —                 | —                 | —                 | —                 | —                 | —                 | —                 | —                 | —                 | —                 | —                 | —                 | —                 | Acid Queen                                        |
| 1978                                                                                  | Viva La Money                            | —                 | —                 | —                 | —                 | —                 | —                 | —                 | —                 | —                 | —                 | —                 | —                 | —                 | —                 | —                 | —                 | —                 | Rough                                             |
| 1978                                                                                  | Root Toot Undisputable Rock and Roller   | —                 | —                 | —                 | —                 | —                 | —                 | —                 | —                 | —                 | —                 | —                 | —                 | —                 | —                 | —                 | —                 | —                 | Rough                                             |
| 1978                                                                                  | Sometimes When We Touch                  | —                 | —                 | —                 | —                 | —                 | —                 | —                 | —                 | —                 | —                 | —                 | —                 | —                 | —                 | —                 | —                 | —                 | Rough                                             |
| 1978                                                                                  | Night Time Is the Right Time             | —                 | —                 | —                 | —                 | —                 | —                 | —                 | —                 | —                 | —                 | —                 | —                 | —                 | —                 | —                 | —                 | —                 | Rough                                             |
| 1979                                                                                  | Love Explosion                           | —                 | —                 | —                 | —                 | —                 | —                 | —                 | —                 | —                 | —                 | —                 | —                 | —                 | —                 | —                 | —                 | —                 | Love Explosion                                    |
| 1979                                                                                  | Back Stabbers                            | —                 | —                 | —                 | —                 | —                 | —                 | —                 | —                 | —                 | —                 | —                 | —                 | —                 | —                 | —                 | —                 | —                 | Love Explosion                                    |
| 1979                                                                                  | Music Keeps Me Dancin'                   | —                 | —                 | —                 | —                 | —                 | —                 | —                 | —                 | —                 | —                 | —                 | —                 | —                 | —                 | —                 | —                 | —                 | Love Explosion                                    |
| 1983                                                                                  | Let's Stay Together                      | 26                | 3                 | —                 | 19                | —                 | 7                 | 43                | —                 | 18                | 15                | —                 | 5                 | —                 | 4                 | —                 | 28                | 6                 | Private Dancer                                    |
| 1984                                                                                  | Help!                                    | —                 | —                 | —                 | —                 | —                 | 25                | —                 | —                 | —                 | —                 | —                 | 14                | —                 | —                 | —                 | —                 | 40                | Private Dancer                                    |
| 1984                                                                                  | What's Love Got to Do with It            | 1                 | 2                 | 8                 | 1                 | 4                 | 20                | 1                 | 21                | 7                 | 4                 | —                 | 10                | 10                | 3                 | 4                 | 8                 | 3                 | Private Dancer                                    |
| 1984                                                                                  | Better Be Good to Me                     | 5                 | 6                 | —                 | 28                | —                 | 33                | 6                 | —                 | 52                | 21                | —                 | 22                | —                 | 22                | —                 | —                 | 45                | Private Dancer                                    |
| 1985                                                                                  | Private Dancer                           | 7                 | 3                 | 30                | 21                | —                 | 5                 | 11                | —                 | 20                | 14                | —                 | 4                 | —                 | 5                 | —                 | —                 | 26                | Private Dancer                                    |
| 1985                                                                                  | I Can't Stand the Rain                   | —                 | —                 | —                 | —                 | 6                 | —                 | —                 | —                 | 9                 | 20                | —                 | —                 | —                 | —                 | —                 | 15                | 57                | Private Dancer                                    |
| 1985                                                                                  | Show Some Respect                        | 37                | 50                | —                 | —                 | —                 | —                 | 42                | —                 | —                 | —                 | —                 | —                 | —                 | 41                | —                 | —                 | —                 | Private Dancer                                    |
| 1985                                                                                  | We Don't Need Another Hero               | 2                 | 3                 | 3                 | 1                 | 2                 | 3                 | 1                 | 3                 | 1                 | 2                 | 2                 | 7                 | 2                 | 2                 | 4                 | 1                 | 3                 | Mad Max Beyond Thunderdome                        |
| 1985                                                                                  | One of the Living                        | 15                | 41                | —                 | 34                | 12                | 7                 | 34                | —                 | 6                 | 15                | —                 | 13                | —                 | 24                | —                 | 9                 | 55                | Mad Max Beyond Thunderdome                        |
| 1986                                                                                  | Typical Male                             | 2                 | 3                 | 23                | 20                | 6                 | 17                | 11                | 31                | 3                 | 12                | 8                 | 14                | 2                 | 8                 | 6                 | 2                 | 33                | Break Every Rule                                  |
| 1986                                                                                  | Back Where You Started                   | —                 | —                 | —                 | —                 | —                 | —                 | 85                | —                 | —                 | —                 | —                 | —                 | —                 | —                 | —                 | —                 | —                 | Break Every Rule                                  |
| 1986                                                                                  | Two People                               | 30                | 18                | 12                | 53                | 19                | 28                | 53                | —                 | 10                | 23                | 10                | 20                | —                 | 41                | —                 | 10                | 43                | Break Every Rule                                  |
| 1986                                                                                  | Girls                                    | —                 | —                 | —                 | —                 | —                 | —                 | —                 | —                 | —                 | —                 | —                 | 19                | —                 | —                 | —                 | —                 | —                 | Break Every Rule                                  |
| 1987                                                                                  | What You Get Is What You See             | 13                | —                 | —                 | 15                | 23                | 38                | 23                | —                 | 17                | 16                | —                 | —                 | —                 | 41                | —                 | —                 | 30                | Break Every Rule                                  |
| 1987                                                                                  | Break Every Rule                         | 74                | —                 | —                 | 88                | 21                | —                 | 88                | —                 | 38                | —                 | —                 | —                 | —                 | —                 | —                 | —                 | 43                | Break Every Rule                                  |
| 1987                                                                                  | Paradise Is Here                         | —                 | —                 | —                 | —                 | 25                | —                 | —                 | —                 | 31                | 21                | —                 | —                 | —                 | —                 | —                 | —                 | 78                | Break Every Rule                                  |
| 1987                                                                                  | Afterglow                                | —                 | —                 | —                 | —                 | —                 | —                 | —                 | —                 | —                 | —                 | —                 | —                 | —                 | —                 | —                 | —                 | —                 | Break Every Rule                                  |
| 1988                                                                                  | Addicted to Love                         | —                 | —                 | —                 | —                 | —                 | 23                | —                 | —                 | —                 | —                 | —                 | 28                | —                 | —                 | —                 | —                 | 71                | Tina Live in Europe                               |
| 1988                                                                                  | Tonight (con David Bowie)                | —                 | —                 | —                 | —                 | —                 | 3                 | —                 | —                 | 39                | —                 | —                 | 1                 | —                 | 21                | —                 | 17                | —                 | Tina Live in Europe                               |
| 1988                                                                                  | 634-7589 (con Robert Cray)               | —                 | —                 | —                 | —                 | —                 | 25                | —                 | —                 | —                 | —                 | —                 | 14                | —                 | —                 | —                 | —                 | —                 | Tina Live in Europe                               |
| 1989                                                                                  | The Best                                 | 15                | —                 | 43                | 4                 | 2                 | 2                 | 4                 | 23                | 4                 | 4                 | 7                 | 7                 | 5                 | 28                | 11                | 3                 | 5                 | Foreign Affair                                    |
| 1989                                                                                  | I Don't Wanna Lose You                   | —                 | —                 | —                 | —                 | 20                | 9                 | —                 | —                 | 38                | 16                | —                 | 24                | —                 | —                 | —                 | 30                | 8                 | Foreign Affair                                    |
| 1990                                                                                  | Steamy Windows                           | 39                | —                 | —                 | 34                | 18                | 5                 | 25                | —                 | 29                | 7                 | 11                | 16                |                   | 30                | —                 | 14                | 13                | Foreign Affair                                    |
| 1990                                                                                  | Look Me in the Heart                     | —                 | —                 | 8                 | —                 | —                 | —                 | 28                | 44                | —                 | 23                | —                 | —                 | —                 | —                 | —                 | —                 | 31                | Foreign Affair                                    |
| 1990                                                                                  | You Can't Stop Me Loving You             | —                 | —                 | —                 | —                 | —                 | —                 | —                 | —                 | —                 | —                 | —                 | —                 | —                 | —                 | —                 | —                 | —                 | Foreign Affair                                    |
| 1990                                                                                  | Foreign Affair                           | —                 | —                 | —                 | —                 | —                 | 49                | —                 | —                 | 35                | —                 | —                 | 55                | —                 | —                 | —                 | —                 | —                 | Foreign Affair                                    |
| 1990                                                                                  | Be Tender with Me Baby                   | —                 | —                 | —                 | —                 | —                 | —                 | —                 | —                 | —                 | 18                | —                 | 35                | —                 | —                 | —                 | —                 | 28                | Foreign Affair                                    |
| 1990                                                                                  | It Takes Two (con Rod Stewart)           | —                 | —                 | —                 | 16                | 15                | 6                 | —                 | —                 | 22                | 4                 | 5                 | 3                 | —                 | 19                | 11                | 10                | 5                 | Simply the Best                                   |
| 1991                                                                                  | Nutbush City Limits (reincisione)        | —                 | —                 | —                 | 16                | 25                | 12                | —                 | —                 | 25                | 12                | 11                | 15                | —                 | 26                | —                 | 12                | 23                | Simply the Best                                   |
| 1991                                                                                  | Way of the World                         | —                 | —                 | —                 | —                 | 12                | 16                | —                 | 25                | 33                | 12                | —                 | 15                | —                 | —                 | —                 | 29                | 13                | Simply the Best                                   |
| 1991                                                                                  | Love Thing                               | —                 | —                 | —                 | —                 | —                 | —                 | —                 | —                 | 67                | —                 | —                 | 41                | —                 | —                 | —                 | —                 | 29                | Simply the Best                                   |
| 1991                                                                                  | I Want You Near Me                       | —                 | —                 | —                 | —                 | —                 | —                 | —                 | —                 | 53                | —                 | —                 | —                 | —                 | —                 | —                 | —                 | 22                | Simply the Best                                   |
| 1992                                                                                  | (Simply) The Best (con Jimmy Barnes)     | —                 | —                 | —                 | 13                | —                 | —                 | —                 | —                 | —                 | —                 | —                 | —                 | —                 | 11                | —                 | —                 | —                 | Simply the Best                                   |
| 1993                                                                                  | I Don't Wanna Fight                      | 9                 | 51                | 1                 | 39                | 29                | 8                 | 1                 | 49                | 35                | 14                | 8                 | 14                | 8                 | 7                 | 39                | 11                | 7                 | What's Love Got to Do with it                     |
| 1993                                                                                  | Disco Inferno                            | —                 | —                 | —                 | 56                | —                 | 10                | —                 | —                 | —                 | 13                | —                 | 17                | —                 | 25                | —                 | —                 | 12                | What's Love Got to Do with it                     |
| 1993                                                                                  | Why Must We Wait Until Tonight           | 97                | —                 | —                 | —                 | —                 | 49                | 22                | —                 | 55                | 25                | —                 | —                 | —                 | —                 | —                 | —                 | 16                | What's Love Got to Do with it                     |
| 1995                                                                                  | GoldenEye                                | —                 | 89                | —                 | 99                | 5                 | 9                 | 43                | 3                 | 8                 | 15                | 6                 | 17                | 9                 | —                 | 6                 | 3                 | 10                | Wildest Dreams                                    |
| 1996                                                                                  | Whatever You Want                        | —                 | —                 | —                 | 100               | 27                | 26                | —                 | —                 | 53                | —                 | 5                 | 18                | —                 | 16                | 36                | 18                | 23                | Wildest Dreams                                    |
| 1996                                                                                  | On Silent Wings (con Sting)              | —                 | —                 | 24                | —                 | 30                | 36                | —                 | —                 | 55                | —                 | —                 | 37                | —                 | —                 | —                 | —                 | 13                | Wildest Dreams                                    |
| 1996                                                                                  | Missing You                              | 84                | —                 | 16                | —                 | —                 | —                 | —                 | —                 | 66                | —                 | —                 | —                 | —                 | —                 | —                 | —                 | 12                | Wildest Dreams                                    |
| 1996                                                                                  | Something Beautiful Remains              | —                 | —                 | —                 | —                 | —                 | —                 | —                 | —                 | —                 | —                 | —                 | —                 | —                 | —                 | —                 | —                 | 27                | Wildest Dreams                                    |
| 1996                                                                                  | Unfinished Sympathy                      | —                 | —                 | —                 | —                 | —                 | —                 | —                 | —                 | —                 | —                 | —                 | —                 | —                 | —                 | —                 | —                 | —                 | Wildest Dreams                                    |
| 1996                                                                                  | In Your Wildest Dreams (con Barry White) | —                 | 34                | —                 | —                 | 2                 | 18                | 32                | —                 | 32                | —                 | —                 | 77                | 15                | 22                | —                 | —                 | 32                | Wildest Dreams                                    |
| 1999                                                                                  | When the Heartache Is Over               | —                 | —                 | 23                | —                 | 22                | 17                | 27                | 49                | 23                | —                 | —                 | 23                | —                 | —                 | 16                | 17                | 10                | Twenty Four Seven                                 |
| 2000                                                                                  | Whatever You Need                        | —                 | —                 | —                 | —                 | —                 | —                 | —                 | —                 | 82                | —                 | —                 | 72                | —                 | —                 | —                 | —                 | 27                | Twenty Four Seven                                 |
| 2000                                                                                  | Don't Leave Me This Way                  | —                 | —                 | —                 | —                 | —                 | —                 | —                 | —                 | 78                | —                 | —                 | —                 | —                 | —                 | —                 | —                 | —                 | Twenty Four Seven                                 |
| 2000                                                                                  | Twenty Four Seven                        | —                 | —                 | —                 | —                 | —                 | —                 | —                 | —                 | —                 | —                 | —                 | —                 | —                 | —                 | —                 | —                 | —                 | Twenty Four Seven                                 |
| 2000                                                                                  | I Will Be There                          | —                 | —                 | —                 | —                 | —                 | —                 | —                 | —                 | —                 | —                 | —                 | —                 | —                 | —                 | —                 | —                 | —                 | Twenty Four Seven                                 |
| 2000                                                                                  | Talk to My Heart                         | —                 | —                 | —                 | —                 | —                 | —                 | —                 | —                 | —                 | —                 | —                 | —                 | —                 | —                 | —                 | —                 | —                 | Twenty Four Seven                                 |
| 2004                                                                                  | Open Arms                                | —                 | 70                | 15                | —                 | 31                | —                 | —                 | —                 | 33                | —                 | 21                | 54                | —                 | —                 | —                 | 32                | 25                | All the Best                                      |
| 2005                                                                                  | Complicated Disaster                     | —                 | —                 | —                 | —                 | —                 | —                 | —                 | —                 | —                 | —                 | —                 | —                 | —                 | —                 | —                 | —                 | —                 | All the Best                                      |
| 2020                                                                                  | What's Love Got to Do with It (con Kygo) | —                 | —                 | 20                |                   | 23                | 12                |                   | 120               | 26                | —                 | —                 | 13                | 4                 | —                 | 7                 | 6                 | 31                |                                                   |
| Singoli ospite                                                                        |                                          |                   |                   |                   |                   |                   |                   |                   |                   |                   |                   |                   |                   |                   |                   |                   |                   |                   |                                                   |
| 1982                                                                                  | Ball of Confusion (con B.E.F.)           | —                 | —                 | —                 | —                 | —                 | —                 | —                 | —                 | —                 | —                 | —                 | —                 | 5                 | —                 | —                 | —                 | —                 | B.E.F. Presents: Music of Quality and Distinction |
| 1986                                                                                  | It's Only Love (con Bryan Adams)         | 15                | —                 | —                 | 52                | 30                | 22                | 14                | —                 | 44                | 18                | —                 | 21                | —                 | 37                | —                 | 16                | 29                | Reckless                                          |
| 1986                                                                                  | Tearing Us Apart (con Eric Clapton)      | —                 | —                 | —                 | —                 | —                 | 34                | —                 | —                 | —                 | —                 | —                 | 30                | —                 | —                 | —                 | —                 | 56                | August                                            |
| 1998                                                                                  | Cose della vita (con Eros Ramazzotti)    | —                 | —                 | —                 | —                 | 10                | 21                | —                 | 6                 | 4                 | —                 | —                 | 4                 | —                 | —                 | 37                | 7                 | —                 | Eros                                              |
| 2006                                                                                  | Teach Me Again (con Elisa)               | —                 | —                 | —                 | —                 | 65                | —                 | —                 | —                 | 43                | —                 | 2                 | —                 | —                 | —                 | —                 | 41                | —                 | All the Invisible Children                        |
| "—" indica pubblicazioni non entrate in classifica o non avvenute nel paese indicato. |                                          |                   |                   |                   |                   |                   |                   |                   |                   |                   |                   |                   |                   |                   |                   |                   |                   |                   |                                                   |

## Altre apparizioni
- 1973 - Montana (con le Ikettes nell'album Over-Nite Sensation di Frank Zappa)
- 1976 - Come Together (per il documentario All This and World War II)
- 1982 - Johnny and Mary (per il film Summer Lovers)
- 1985 - Let's Pretend We're Married (Live) (lato B di Show Some Respect)
- 1985 - Total Control (nell'album We Are the World)
- 1986 - Don't Turn Around (lato B di Typical Male)
- 1986 - Havin' a Party (lato B di Two People)
- 1986 - Take Me to the River (lato B di Girls)
- 1989 - Bold and Reckless (lato B di The Best)
- 1989 - Stronger Than the Wind (lato B di I Don't Wanna Lose You)
- 1990 - Break Through the Barrier (per il film Giorni di tuono)
- 1991 - The Bitch Is Back (nell'album tributo Two Rooms: Celebrating the Songs of Elton John & Bernie Taupin)
- 1991 - A Change Is Gonna Come (remix) (nell'album di B.E.F. Music of Quality and Distinction Volume Two)
- 1993 - Shake a Tail Feather (per il film Tina - What's Love Got to Do with It)
- 1993 - Tina's Wish (per il film Tina - What's Love Got to Do with It)
- 1996 - Do Something (lato B di Missing You (USA) e On Silent Wings (UK))
- 1996 - The Difference Between Us (nell'edizione statunitense dell'album Wildest Dreams)
- 1997 - Row, Row, Row Your Boat (nell'album Carnival!)
- 1998 - Love Is a Beautiful Thing (nell'album Diana, Princess of Wales: Tribute)
- 1998 - He Lives in You (per il film Il re leone II - Il regno di Simba)
- 1999 - Easy As Life (nell'album Elton John & Tim Rice's Aida)
- 2000 - Baby I'm a Star (nell'album All That Glitters (USA))
- 2003 - Great Spirits (per il film Brother Bear)
- 2007 - Edith and the Kingpin (nell'album di Herbie Hancock River: The Joni Letters)
- 2007 - The Game of Love (nell'album di Carlos Santana Ultimate Santana)

## Video
- Tina Turner - Wild Lady of Rock (1978)
- Tina Turner - Nice 'n' Rough (1982)
- Tina Turner - Private Dancer: The videos (1984)
- Tina Turner - Private Dancer Tour (1985)
- Tina Turner - What You See is What You Get (1986)
- Tina Turner - Break Every Rule: The videos (1986)
- Tina Turner - Break Every Rule Live (1987)
- Tina Turner - Live in Rio '88 (1988)
- Tina Turner - Foreign Affair. The videos (1989)
- Tina Turner - Do you want some action? Foreign affair live Barcelona 1990 (1991)
- Tina Turner - Simply the Best: The video collection (1991)
- Tina Turner - The girl from Nutbush (documentary)(1992)
- Tina Turner - What's Love...? Live (1993)
- Tina Turner - Live In Amsterdam - Wildest Dreams Tour  (1996)
- Tina Turner - Behind the Dreams (documentary)(1997)
- Tina Turner - Celebrate! - 60th Birthday Special (1999)
- Tina Turner - One Last Time Live in Concert! (2000)
- Tina Turner - All the Best - The Live Collection (2005)